# Afinitat (dret)
L'afinitat, en dret i en antropologia cultural, és la relació de parentiu creada o que existeix entre dues persones com a resultat del matrimoni d'algú. És la relació que cada part d'un matrimoni té amb les relacions de l'altra persona, però no cobreix la relació matrimonial en si mateixa. Les lleis, tradicions i costums relacionats amb l'afinitat varien considerablement, de vegades poden cessar amb la mort d'una de les persones de la parella i de vegades amb el divorci de les parelles matrimonials. A més del parentiu per matrimoni, l'afinitat de vegades també pot incloure el parentiu per adopció o en una família reconstituïda. A diferència de les relacions de sang (consanguinitat), que poden tenir conseqüències genètiques, l'afinitat és essencialment un constructe social o moral, de vegades avalat per conseqüències legals.
Segons la llei, l'afinitat pot ser rellevant en relació amb les prohibicions de relacions sexuals incestuoses i en relació amb la prohibició del matrimoni a determinades parelles. Les relacions prohibides varien de jurisdicció a jurisdicció i han anat variant al llarg del temps. En alguns països, especialment en el passat, les relacions prohibides es basaven en lleis religioses. En alguns països, la prohibició de les relacions sexuals entre persones amb una relació d'afinitat es pot expressar en termes de graus de relació. El grau d'afinitat es considera el mateix que el nivell consanguini al qual es va unir una parella, de manera que, per exemple, el grau d'afinitat d'un marit amb la seva cunyada és de dos, el mateix que la dona seria per a la seva germana per consanguinitat. El grau de pare o fill de la dona és un, i per a una tia o neboda és de tres, i primer cosí, de quatre. Tot i que les relacions d'adopció i de pas són casos d'afinitat, normalment es tracten com a consanguinitat.

## Exemples
A Sud-àfrica, les relacions sexuals estan prohibides dins del primer grau d'afinitat, és a dir, quan una persona és l'avantpassat o descendent directe del cònjuge de l'altra persona.
La llei brasilera, segons l'article 1521 del Codi civil, també estén la invalidesa del matrimoni entre pares i fills als avis i nets o a qualsevol altre tipus de relació ascendent-descendent (tant consanguínia com adoptiva), sogres i fills- sogres fins i tot després del divorci de la parella anterior, així com dels padrins i fillastra, i dels ex marits o esposes d'un pare adoptiu que ho va fer unilateralment (considerat com a equivalent, en famílies formades per adopció, a padrins i fillastra) ; i estén la invalidesa del matrimoni entre germans a cosins germans biològics.
A Hawaii, el contacte sexual o matrimoni està prohibit si hi ha afinitat i es pot castigar fins a cinc anys.
A Michigan, el contacte sexual entre persones amb afinitat "de sang o fins al tercer grau" es pot aplicar com a conducta sexual criminal en quart grau i es castiga amb una pena de 2 anys o una multa de fins a 500 dòlars o ambdós.
A Nova Jersey, el contacte sexual està prohibit quan l'actor està "relacionat amb la víctima per sang o afinitat fins al tercer grau" i la víctima té almenys 16 anys però menys de 18 anys.